# Заман, Тахир
Тахир Заман (англ. Tahir Zaman, 6 марта 1969, Годжра, Пакистан) — пакистанский хоккеист (хоккей на траве), нападающий, тренер. Бронзовый призёр летних Олимпийских игр 1992 года, участник летних Олимпийских игр 1988 и 1996 годов, чемпион мира 1994 года, чемпион летних Азиатских игр 1990 года, бронзовый призёр летних Азиатских игр 1994 года.

## Биография
Тахир Заман родился 6 марта 1969 года в пакистанском городе Годжра.
Играл в хоккей на траве за НБП из Карачи.
В 1988 году вошёл в состав сборной Пакистана по хоккею на траве на летних Олимпийских играх в Сеуле, занявшей 5-е место. Играл на позиции нападающего, провёл 4 матча, мячей не забивал.
В 1992 году вошёл в состав сборной Пакистана по хоккею на траве на летних Олимпийских играх в Барселоне и завоевал бронзовую медаль. Играл на позиции нападающего, провёл 7 матчей, забил 7 мячей (три в ворота сборной Испании, два — Объединённой команде, по одному — Малайзии и Нидерландам). Был капитаном команды.
В 1994 году завоевал золотую медаль чемпионата мира в Сиднее.
В 1996 году вошёл в состав сборной Пакистана по хоккею на траве на летних Олимпийских играх в Атланте, занявшей 6-е место. Играл на позиции нападающего, провёл 7 матчей, забил 2 мяча (по одному в ворота сборных США и Аргентины).
В 1990 году завоевал золотую медаль хоккейного турнира летних Азиатских игр в Пекине, в 1994 году — бронзу на летних Азиатских играх в Хиросиме.
В 1994 году удостоен правительственной награды Pride of Performance.
В 1987—1998 годах провёл за сборную Пакистана 252 матча, забил 134 мяча.
По окончании игровой карьеры стал тренером. В 2004 году возглавлял сборную Пакистана на хоккейном турнире летних Олимпийских игр в Афинах, где она заняла 5-е место. Впоследствии возглавлял женскую сборную Азербайджана. Тренирует сборную Омана.